# Санта-Марія-дель-Пополо
Санта-Марія-дель-Пополо (італ. Santa Maria del Popolo) — церква ордена августинців в Римі, від якої бере назву велика п'яцца (площа) дель Пополо.

## Короткі відомості

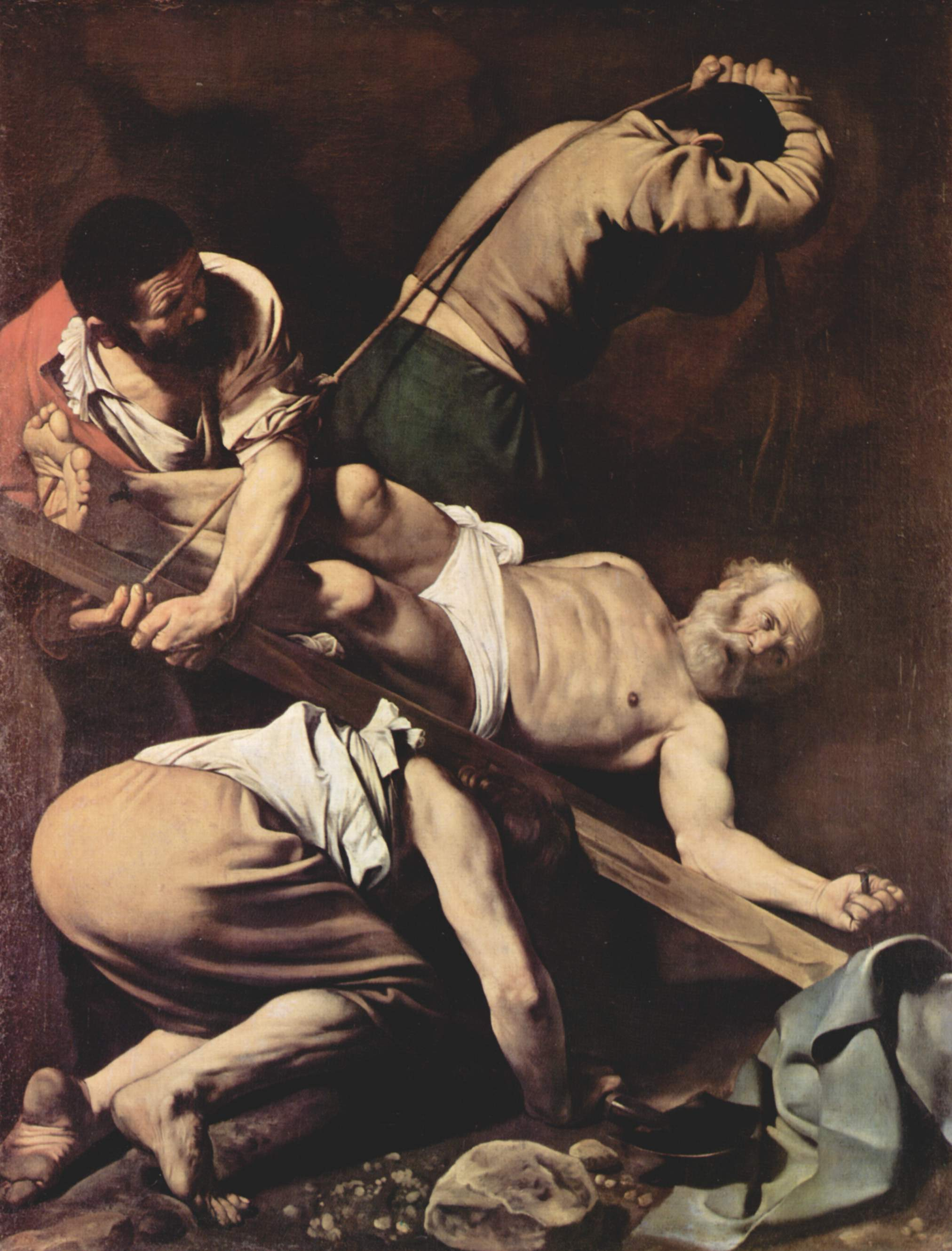
Розп'яття Святого апостола Петра роботи Караваджо

Виникла на місці каплиці, побудованої біля тополі (Populus) біля північних воріт Риму папою Пасхалієм II. Нинішня будівля церкви зведена у 1472–1477 роках і розписана Пінтуріккйо; інтер'єр ґрунтовно оновлено Берніні за Олександра VII.
Найбільший художній інтерес становлять п'ять прибудов церкви, які були побудовані як сімейні усипальні римської знаті та церковних сановників. Капелу Кіджі спроєктував Рафаель для свого покровителя Агостіно Кіджі. Мозаїчне оздоблення капели також належить Рафаелю, картини у вівтарі — Себастьяно дель Пьомбо. До розпису капели Черазі були залучені майстри раннього бароко — Аннібалє Каррачі і Караваджо; створені останніми полотна на теми з життя св. Петра належать до найзначніших творів італійського живопису XVII століття.

## Галерея

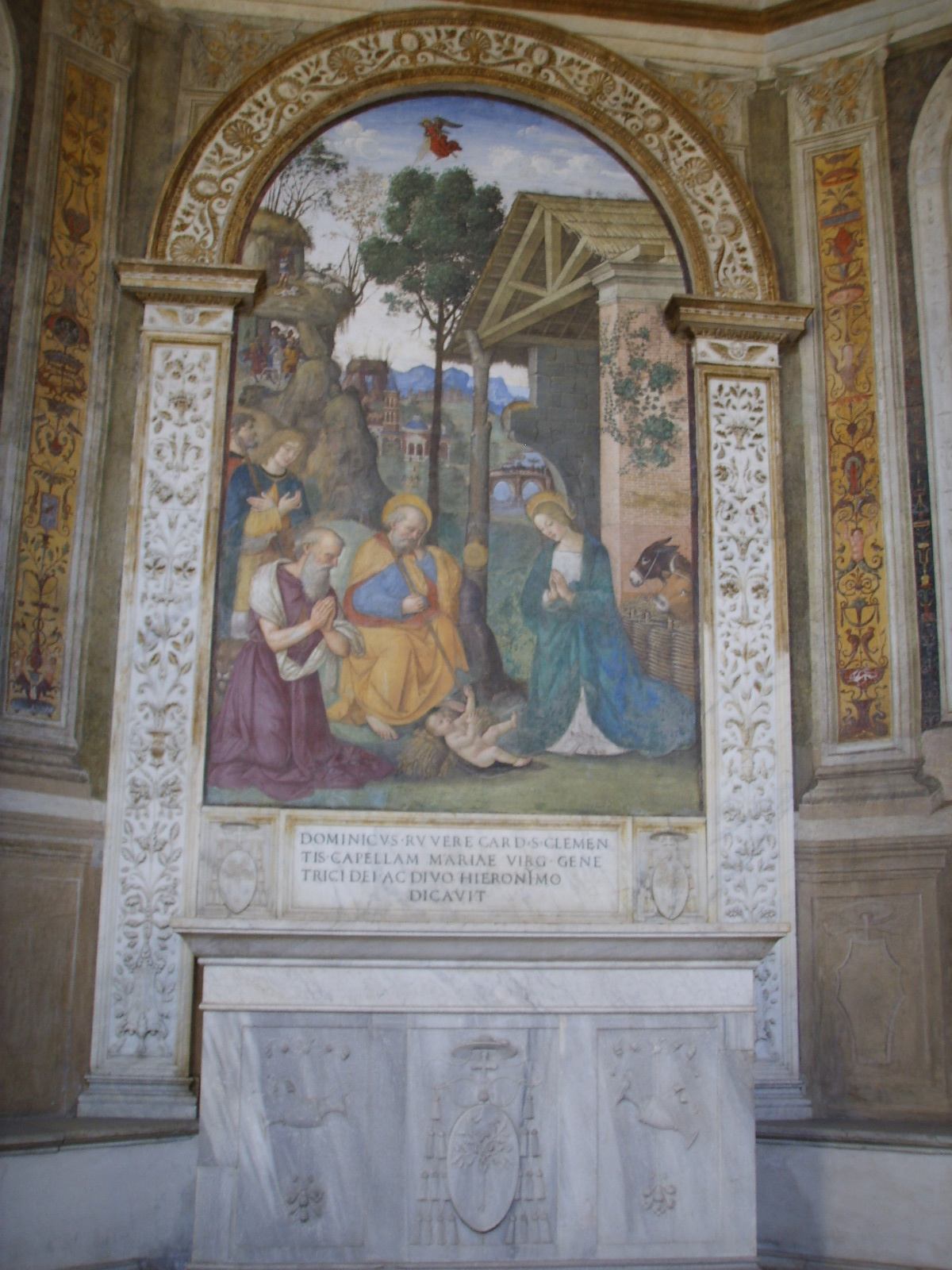
Фрески Пінтуріккьо
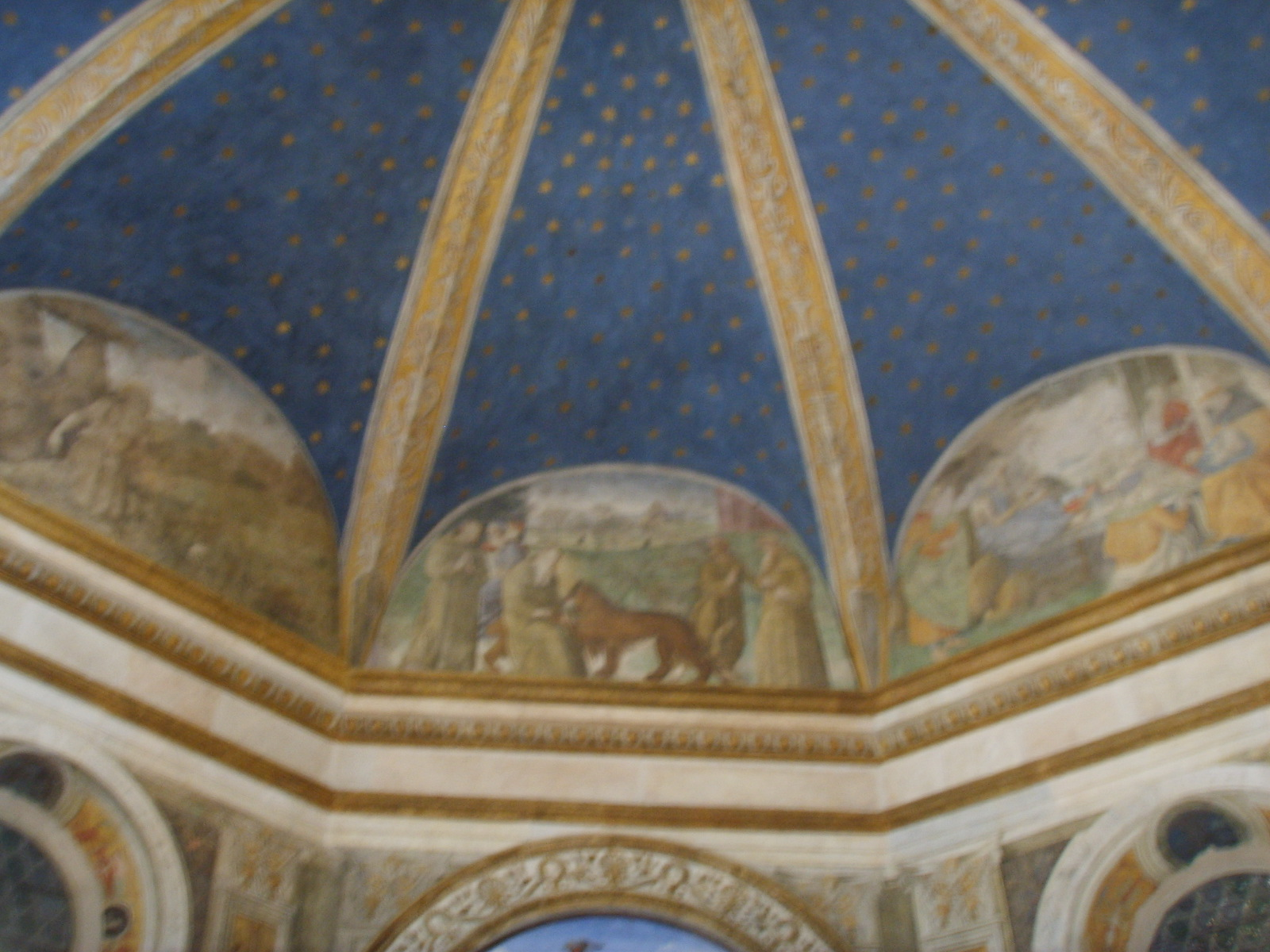
Фрески Пінтуріккьо
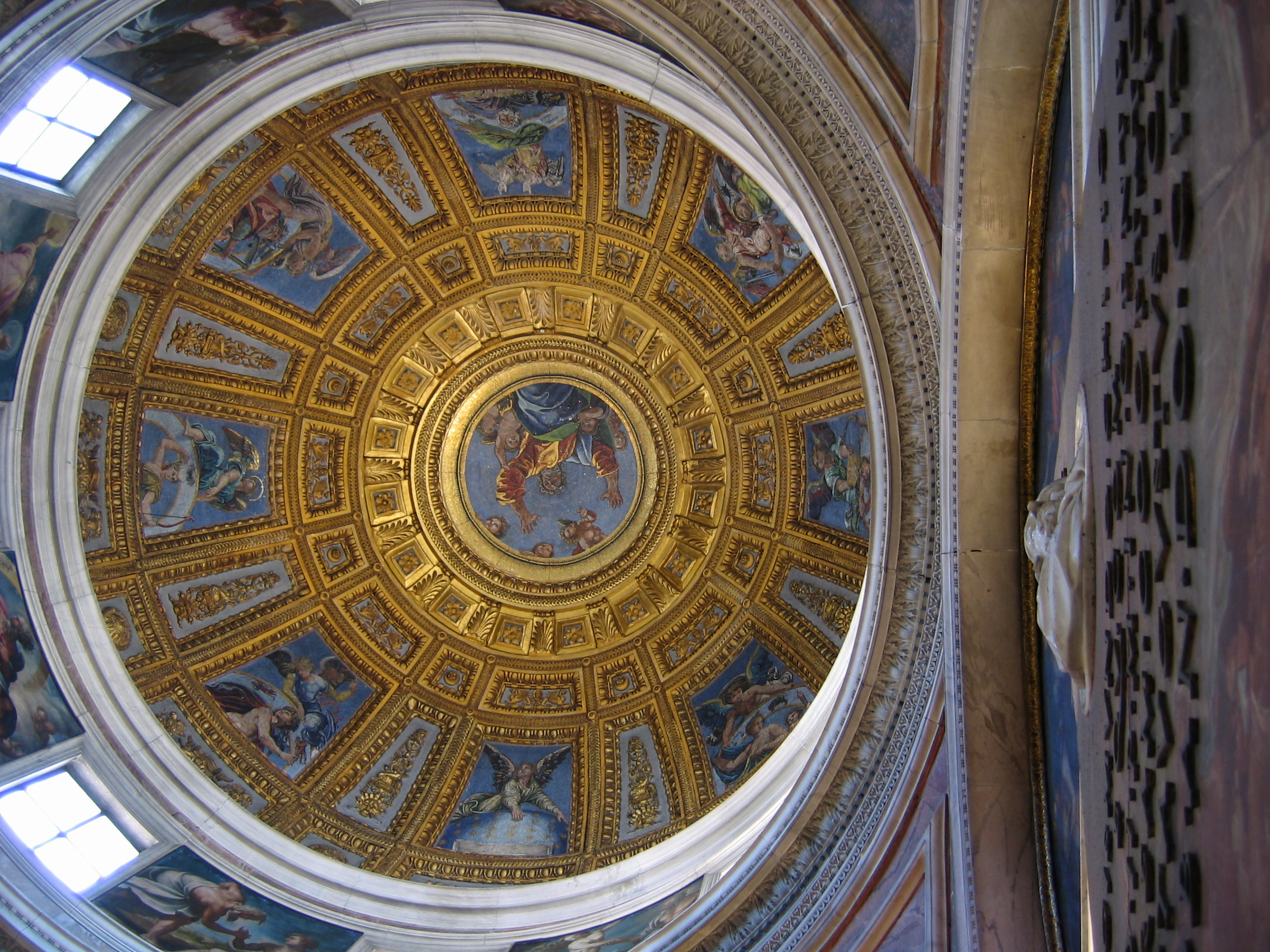
Капела Кіджі,  Рафаель
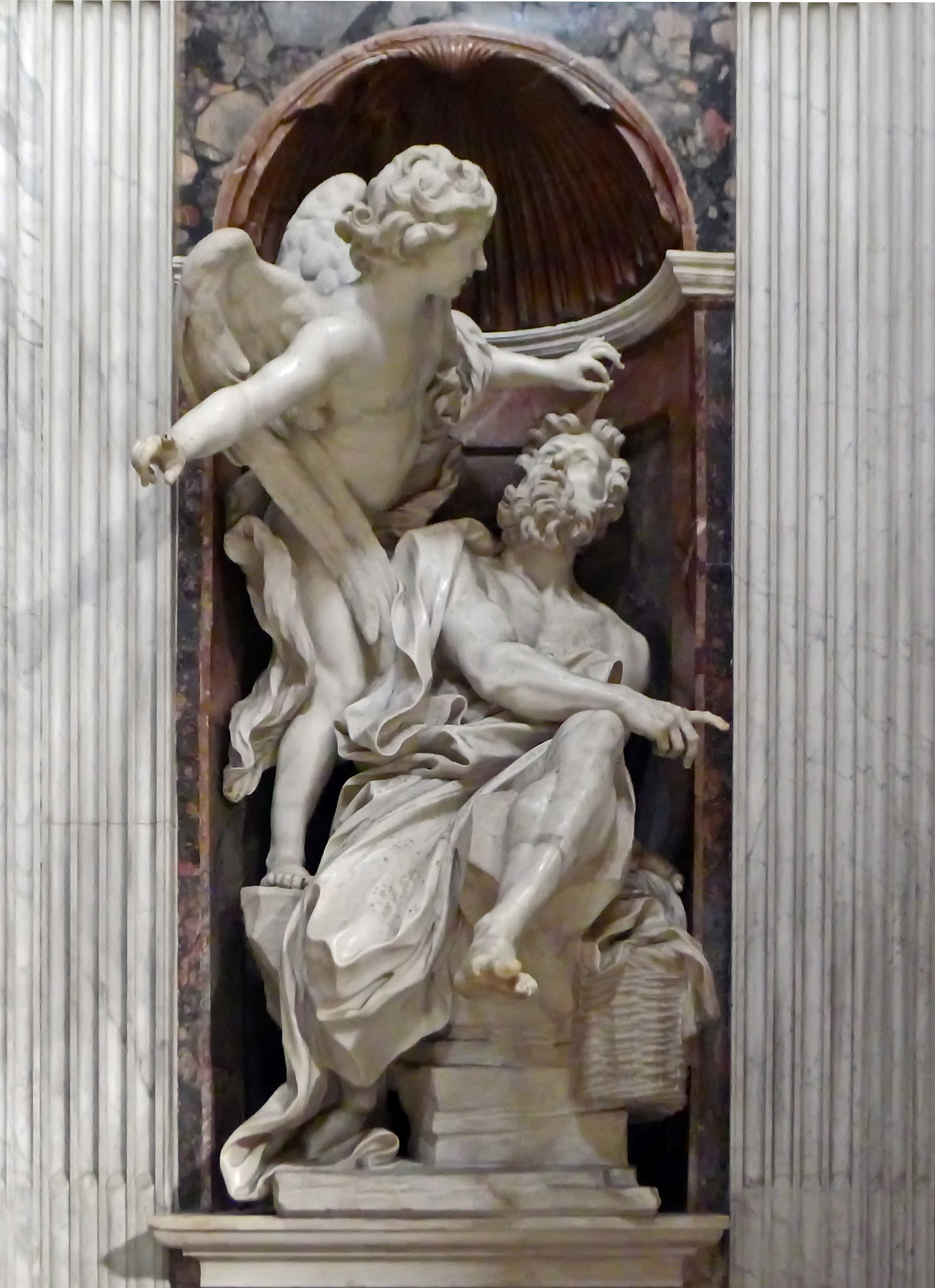
Капела Кіджі, статуя Берніні
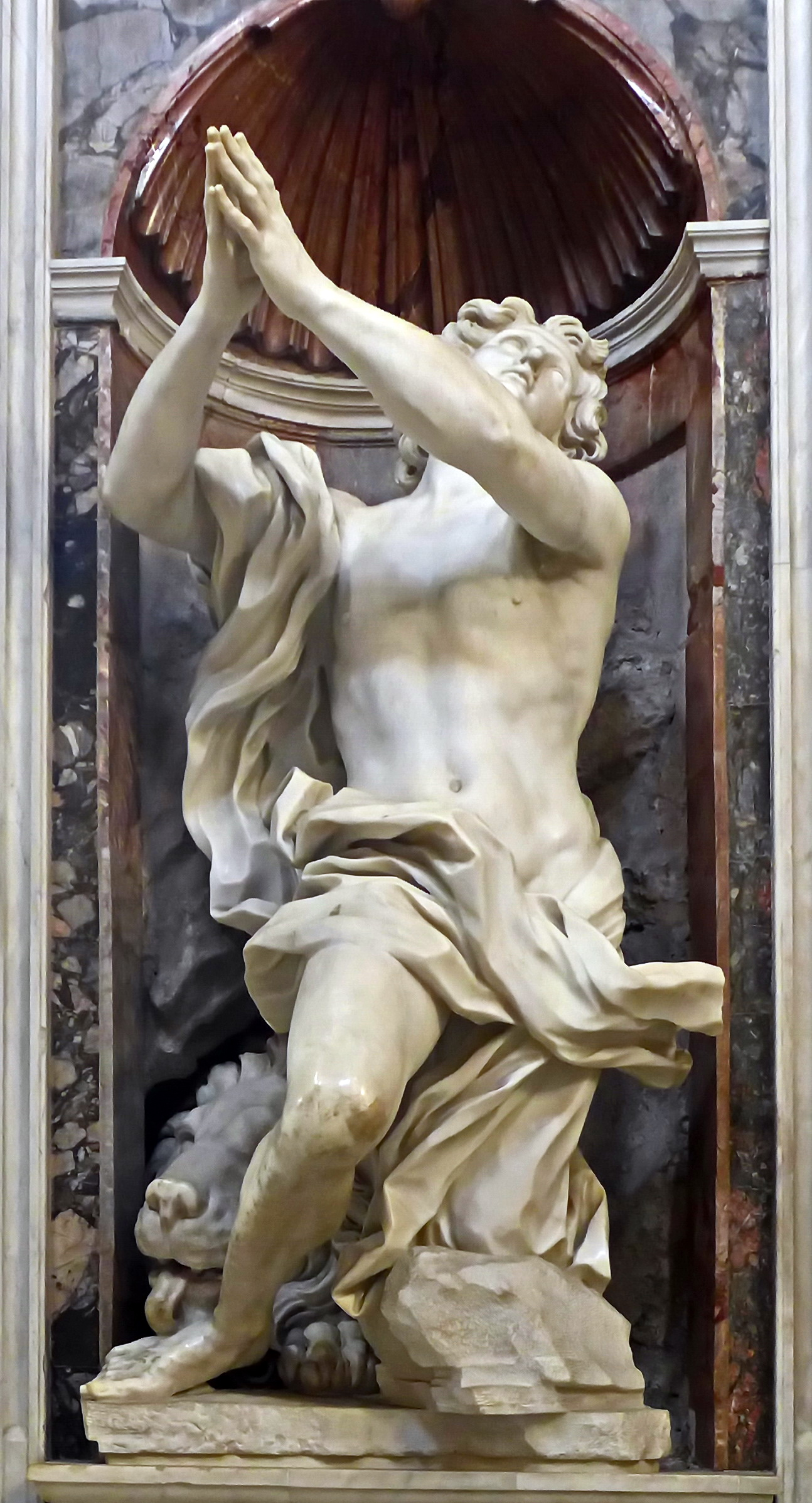
Капела Кіджі, статуя Берніні
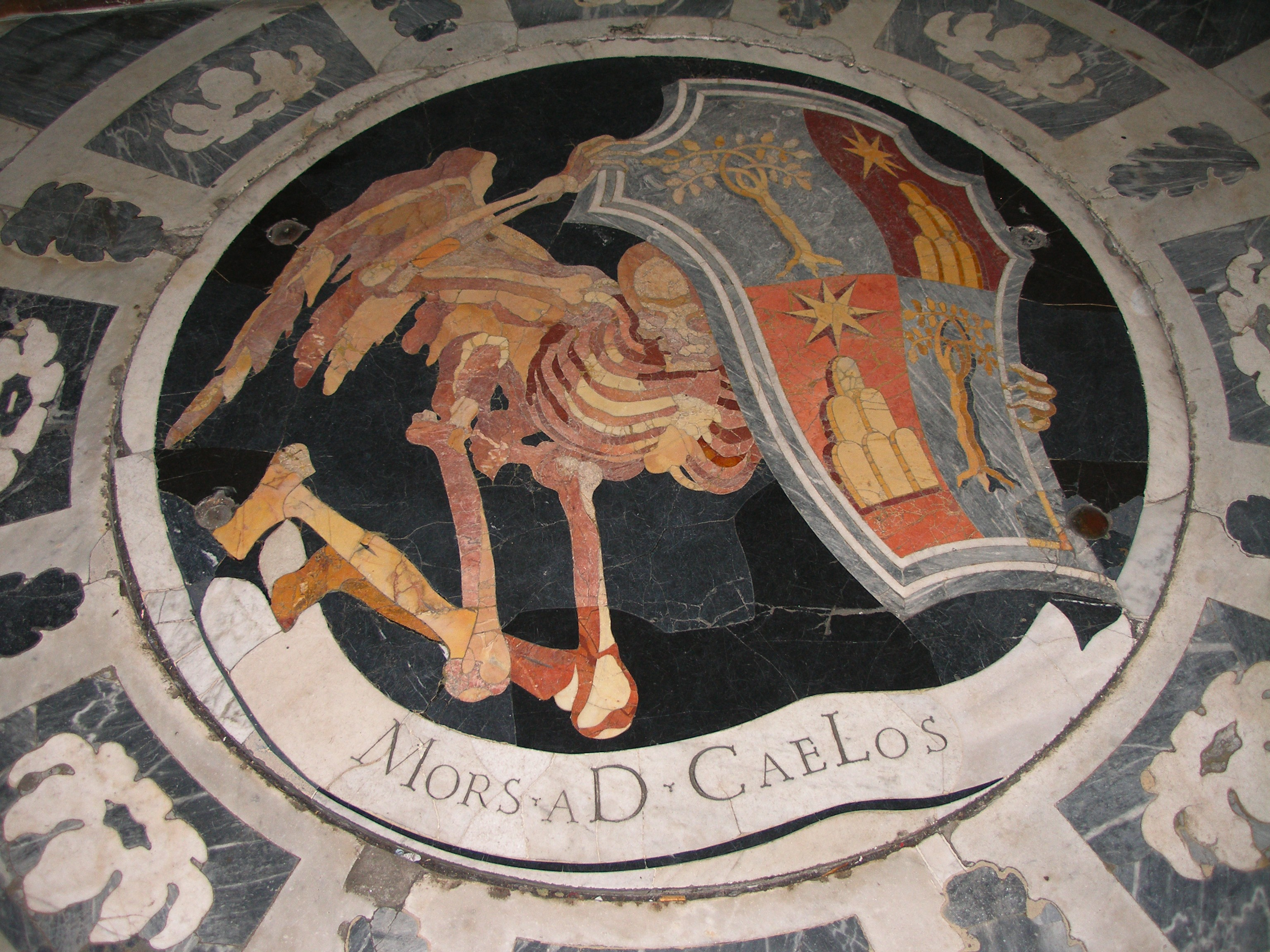
Капела Кіджі, укладка підлоги
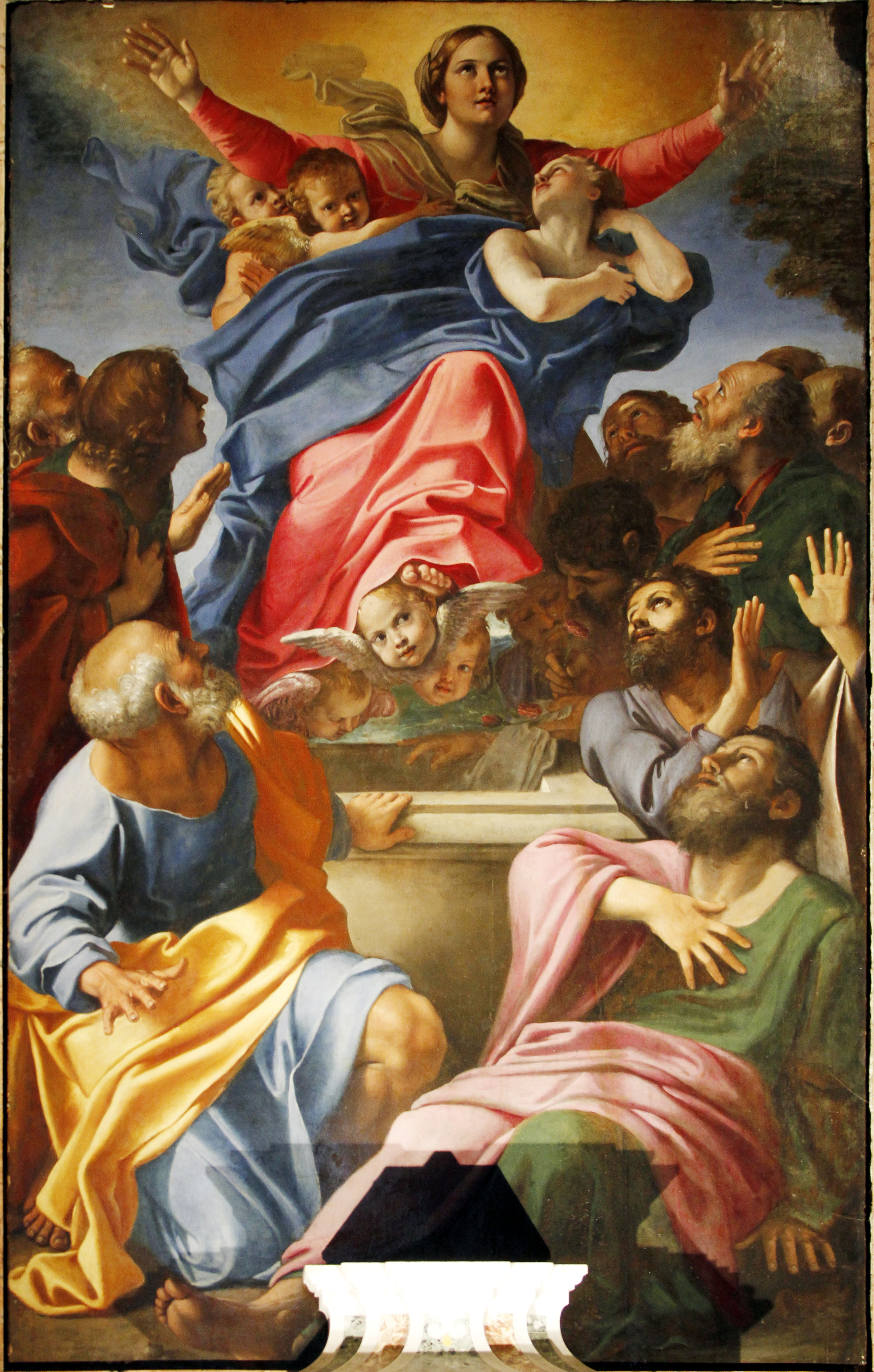
Вознесіння Діви Марії, Аннібалє Каррачі
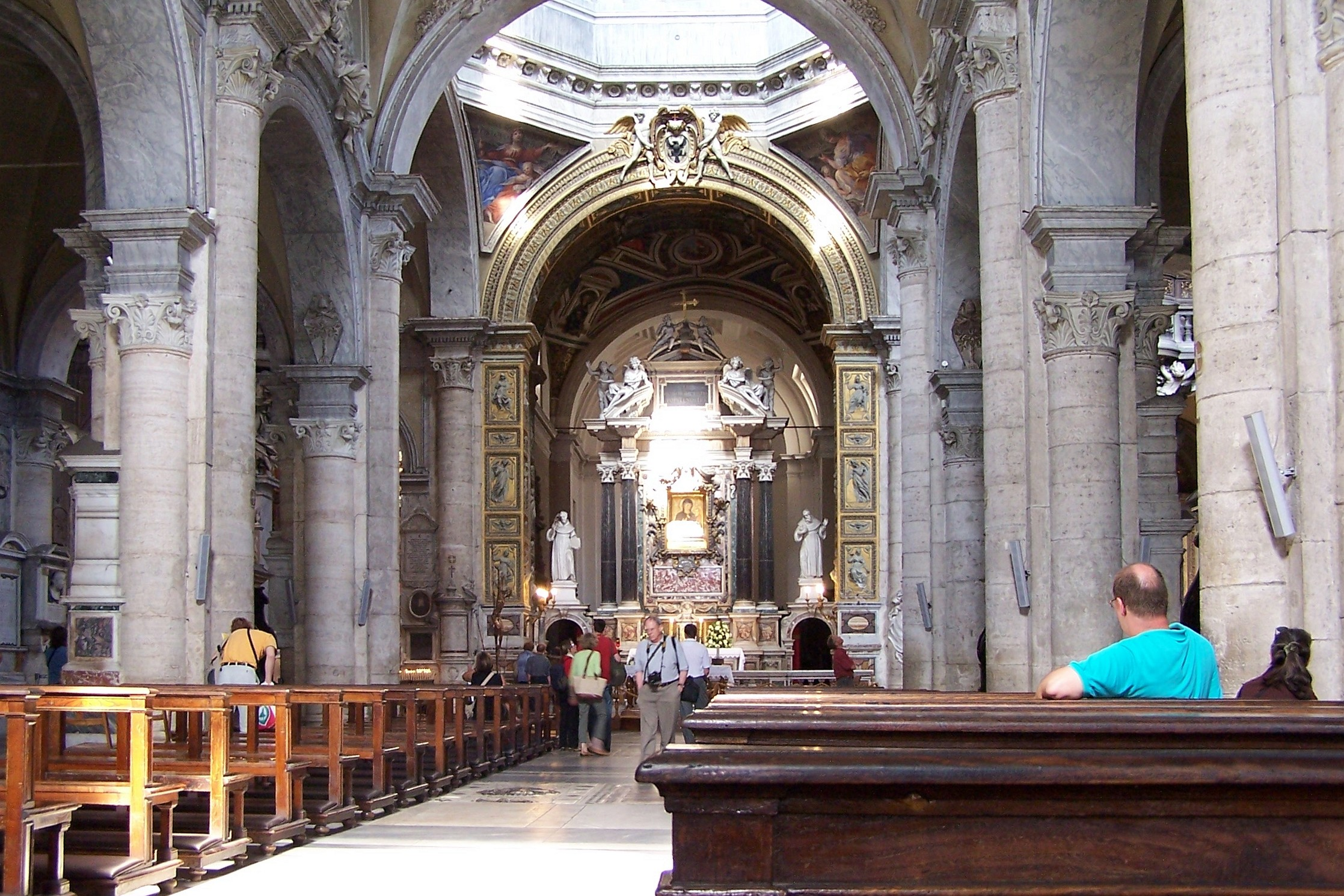
Інтер'єр церкви

## Титулярна церква
Церква Санта Марія дель Пополо є титулярною церквою, кардиналом-священиком з титулом церкви Санта Марія дель Пополо з 24 березня 2006 року, є польський кардинал Станіслав Дзівіш.